# Harm Karskens
Harm Jarkes (Harm) Karskens (gedoopt Vlagtwedde, 13 juli 1777 -  Onstwedde, 5 juni 1869) was een Nederlandse burgemeester.

## Leven en werk
Karskens was een zoon van Jarke Harms Luiring en Albertien Alberts. Hij trouwde op 28 mei 1802 te Onstwedde met Rikste Elzes Karskens, dochter van Elze Karskens en Wubke Freerks. Na 1811 nam hij de achternaam van zijn vrouw Karskens aan. Na zijn huwelijk verhuisde hij van Vlagtwedde naar Onstwedde, waar hij zich vestigde als landbouwer. In 1827 werd hij benoemd tot burgemeester van de toenmalige gemeente Onstwedde als opvolger van de overleden Abel Boels. Hij vervulde deze functie 18 jaar tot 1845. In dat jaar werd hij als burgemeester opgevolgd door de advocaat mr. Frederik Roessingh, die tevens burgemeester van Vlagtwedde was. Karskens overleed in juni 1869 op 92-jarige leeftijd in Onstwedde.

## De Afscheiding
Karskens werd tijdens zijn burgemeesterschap geconfronteerd met problematiek rond de Afscheiding in de Hervormde Kerk. De predikant Hendrik de Cock stichtte in 1835 in Stadskanaal, dat behoorde bij de gemeente Onstwedde, een afgescheiden gemeente. In tegenstelling tot andere plaatsen in het Noord-Nederland verliep het proces van afscheiding in de gemeente Onstwedde relatief rustig. Er was in Stadskanaal nog geen politie gestationeerd en het gezag, in de persoon van de burgemeester, woonde op betrekkelijk grote afstand in Onstwedde. Karskens adviseerde positief bij het verzoek tot erkenning tot kerkgenootschap. Een erkenning, die mede op basis van het advies van Karskens in 1844 werd verkregen.